# Оттер-Тейл (округ)
О́ттер-Тейл (англ. Otter Tail County) — округ в штате Миннесота, США. Административный центр и крупнейший город — Фергус-Фолс. По оценочной переписи 2009 года в округе проживают 56 588 человек. Площадь — 5762 км², из которых 5127 км² — суша, а 635 км² — вода. Плотность населения составляет 11 чел./км².

## История
Округ был основан в 1858 году.